# Frontsøster
Frontsøster (tysk: Frontschwester; i betydningen "frontsygeplejerske", eller fra anden verdenskrig Germanische Schwestern ("germanske sygeplejere") var en betegnelse som blev brugt under første og anden verdenskrig om sygeplejere som tjenestegjorde ved den tyske østfront under første verdenskrig eller østfronten under anden verdenskrig. Det drejede sig om sygeplejere tilknyttet Tysk Røde Kors (DRK). De blev også mere formelt kaldt Røde Kors-søster (Røde Kors-sygeplejer, Rotkreuzschwester, DRK-Schwester). Begrebet bliver særligt knyttet til anden verdenskrig da der fra sommeren 1942 også blev rekrutteret personel fra de tyskbesatte områder.
Sygeplejere i tjeneste for Tysk Røde Kors arbejdede også ved vestfronten og andre krigszoner, men udtrykket «fronten» blev under anden verdenskrig særligt brugt om østfronten fordi de største krigshandlinger skete her og dermed blev «frontsøster» en populær betegnelse på Røde Kors-sygeplejere som tjenestegjorde der. Det var en forholdsvis begrænset andel af de frivillige i DRK som gjorde egentlig fronttjeneste. De fleste plejede sårede soldater og civile bag fronterne eller lavede andet arbejde i den tyske sanitetstjeneste.

## Tysk Røde Kors

### Organisatorisk
Fra midten af 1937 var DRK blevet reorganiseret under SS-Obergruppenführer og Reichsarzt-SS Ernst-Robert Grawitz ud fra førerprincippet og i tråd med den nationalsocialistiske ensretning af samfundet og 9. december 1937 blev der udstedt en lov med forskrifter for DRK som blev udgangspunktet for den fuldstændige indlemmelse i det nationale stats- og militærapparatet og underlæggelsen under Oberkommando des Heeres. Grawitz udtalte at «i dag fremstår der et nyt, slagkraftigt Tysk Røde Kors, organiseret i en soldatermæssig form og nationalsocialistisk ledet, klar til indsats». Grawitz garanterede at DRK skulle forandres til en organisation med «stram soldaterånd» og gennem «ideologisk militarisering omdannes til et nationalt sanitetskorps foran den forestående krig». Han advarede mod blød sentimentalitet og mindede om at Røde Kors-tanken var opstået på slagmarken i Solferino. Han advarede videre mod «sygelig pacifisme» i foredrag og appeller til Røde Kors personel under uddannelse.
DRK havde en vis begrænset selvbestemmelse over nogen af deres egne underorganisationer, men under krigen blev DRK og SS' sanitet en integreret del af Wehrmachts sanitetsvæsen og de brugte de samme sanitetsgrader, koordinerede uddannelsen, arbejdede under samme forskrifter om udrustning og reglementer. DRK sanitet skulle være «Wehrmachtsgleich» når det gjaldt sanitetskompagnier, sygetransporter og feltlazaret. DRK-sygeplejere blev efter tillægsuddannelse i SS også «Wehrmachtsschwester». I tillæg blev alle givet grundigt ideologisk skoling i «verdensanskuelse», i samarbejde med officersskolen SS-Junkerschule i Bad Tölz og tilsvarende den de mandlige officerskadetter fik. Ingen af de andre Røde Kors-organisationer i Europa kunne måle sig med den tyske i krigsberedskab og den var allerede i flere år specialtrænet for at støtte den tyske militærmagt i krig.

### Germanischer Schwestern
Rekrutteringen af plejepersonel blev af SS-myndighederne indsat i en germansk sammenhæng, hvor de udvalgte kvinder skulle være en del af den germanske elite i den fremtidige samfundsorden. Hvervningen skulle derfor sikre at de unge kvinder i sanitetstjeneste skulle have til hensigt at rekruttere et specielt udvalg af germansk racerigtige kvinder. Det blev særligt under krigen indført en grundig ideologisk oplæring af alle nye frivillige og målet var at sikre et vidst antal kvindelige SS sygeplejere som kunne være en del af SS' sanitetsvæsen efter krigen.
Som soldaterne i Waffen SS måtte også medlemmerne af Tysk Røde Kors, også de udenlandske frivillige sværge troskabsed til både Adolf Hitler personligt og lydighed overfor alle sine overordnede.

## Pleje af soldater fra begge sider?
Sygeplejerne skulle udøve humanitær virksomhed i henhold til Genève-konventionerne, og havde som ikke-stridende status som «beskyttede personer» efter krigens folkeret, med ret og pligt til at give pleje til alle sider af militære konflikter. Eftersom Tysk Røde Kors efter det nationalsocialistiske styres ensretning af samfundet var blevet en integreret del af det nationalsocialistiske samfunds- og militærapparat, administrativt underlagt SS gennem Reichsarzt-SS og operativt under Oberkommando des Heeres, opererede DRK i tilknytning til de militære operationer på den tyske side af fronten og patienterne på østfronten var tyske eller tyskallierede soldater. Det er hævdet fra frontsøstrene selv og Røde Kors i eftertiden at også fjendtlige soldater som var såret og civile fik pleje, dette bliver imidlertid bestridt af historikere, særligt på grundlag af at de stridende parter på østfronten ikke havde anerkendt Genève-konventionerne, og de tyske ordrer, som de kommer frem i retningslinjerne til Einsatzgruppen, de stående ordrer om på stedet at henrette partisaner og personer som var mistænkt for at bistå partisaner (Die Einschränkung der Kriegsgerichtsbarkeit), Kommissærordren og retningslinjerne for troppernes handlinger i Rusland. Disse bestemmelser medførte at de tyske tropper dels ikke tog krigsfanger, nægtede dem medicinsk tilsyn og efterlod dem i indhegninger for at de kunne sulte eller fryse ihjel, eller sendte dem vestover som slavearbejdere, med mindre de gik i tysk tjeneste som hilfswillige (hiwis) eller tilhørte Den russiske befrielseshær, som da kunne få pleje. Hovedformålet blev derfor at få skadede tyske og tyskallierede soldater hurtigst muligt tilbage i tjeneste.
Fra vestfronten blev det imidlertid rapporteret at også krigsfanger fra de vestlige allierede fik pleje.

## Rekruttering fra lande udenfor Tyskland
Fra 1942 blev der åbnet adgang for at DRK kunne tage imod germanske frivillige fra de besatte områder. Som anden udenlandsk arbejdskraft var de pligtige til at blive registreret af arbejdsmarkedsmyndighederne. I alle landene blev frontsøstrene indrulleret gennem SS-Sanitätsamt og Tysk Røde Kors. Norge, Danmark, Nederlandene og Belgien blev refereret til som «germanske lande», og blev efterhånden vigtige med hensyn til hvervningen af både frontkæmpere og frontsøstre. Det henvises i litteraturen også til franske, finske, svenske og baltiske frontsøstre, men disse er i mindretal og blev ikke regnet som «germanske søstre» og blev derfor ikke rekrutteret ud fra de samme krav til «racerenhed».
Bortset fra i Norge, er det ikke forsket så meget i de andre lande på hvem som meldte sig, og hvorfor, men det som foreligger af forskning peger samme vej som forskningen fra de norske forhold, hvor mange kom fra de nationale arbejdstjenester og fra nationalsocialistiske miljøer.

### Danmark
Der foreligger ingen sikre sikre tal hvor mange fra Danmark som blev hvervet som frontsøstre. Kilderne varierer mellem 180 og 225 .
Danmark var det eneste af de såkaldte germanske lande hvor frontsøstrene ikke blev dømt fængselsstraffe, store bøder og tab af borgerrettigheder. Dette har gjort at det har været et mindre fokus på at de er ofre for et retsopgør.

### Nederlandene
Kildegrundlaget er for tyndt og usikkert til at kunne sige noget sikkert om hvor mange som meldte sig som frontsøster fra Nederlandene.

### Belgien
Tallet for Belgien bygger på tyske transportlister som giver en indikation af hvor mange kvinder og kontingenter der blev sendt rundt omkring i Tyskland. Tallet ligger på mellem 600 og 730, det sidste tal baserer sig på 600 fra Flandern og 130 fra Vallonien.

### Norge
I Norge blev «frontsøster» brugt om norske frivillige i tjeneste for tysk Røde Kors som sygeplejere og hjælpeplejere. I alt skal omkring tusind norske kvinder have meldt sig til tjeneste, og ved krigens slutning var det 300 i arbejde ved østfronten. I det norske retsopgør efter krigen blev frontsøstrene arresteret og dømt, men fik mildere straf end frontkæmperne (soldaterne).

## Eksterne links
- Opslagsordet «Frontsøster» i Arkiveret 14. november 2001 hos  Wayback Machine Norsk krigleksikon Arkiveret 14. november 2001 hos  Wayback Machine fra 1995 . (Webside ikke længere tilgængelig)
- (Webside ikke længere tilgængelig)  (Webside ikke længere tilgængelig) (Webside ikke længere tilgængelig)
- Frontsøstrene var ikke ofre Arkiveret 10. marts 2016 hos  Wayback Machine, NRK Ytring, kronik om frontsøsternes rekruttering og skyld, Eirik Gripp Bay, 14. februar 2015
- "Danske frontsøstre i tysk krigstjeneste". Arkiveret fra originalen 2018-06-23.